# Kerlingarhóll
Kerlingarhóll är en kulle i republiken Island. Den ligger i regionen Norðurland eystra, 300 km nordost om huvudstaden Reykjavík. Toppen på Kerlingarhóll är 210 meter över havet.
Trakten runt Kerlingarhóll är nära nog obefolkad, med mindre än två invånare per kvadratkilometer. Det finns inga samhällen i närheten. Omgivningarna runt Kerlingarhóll är i huvudsak ett öppet busklandskap.